# 陳堯叟
陈尧叟（961年—1017年），字唐夫，阆州阆中新井县（今四川省南充市南部县大桥镇）人。北宋状元，官至同中书门下平章事、充枢密使，追赠司空兼侍中，谥号文忠。

## 生平
宋太宗端拱二年（989年）己丑科状元，在皇帝召见时回答得体，宋太宗认为其父教子有方，于时召时任楼烦县令的陈省华令进京授太子中允，陈尧叟为光禄寺丞、直史馆，父子同日赐绯银鱼袋。歷官秘書丞、河南東道判官、工部員外郎。為廣南西路轉運使時，其地炎热多旱，堯叟令村民種樹造林、鑿井、置茶亭。淳化四年（993年），出使交州。景德元年（1004年），辽军直逼澶州，陈尧叟主张迁都，被寇準斥責。宋真宗天禧元年（1017年）卒。真宗废朝二日，赠侍中，谥文忠。

## 著作
著有《请盟录》三集二十卷。

## 家族
祖籍河朔，高祖父陈翔曾任阆州新井县令，遂落籍于阆州首县阆中县。
父陈省华，后蜀西水县尉；尧叟为长子，